# Sorbus rubescens
Sorbus rubescens är en rosväxtart som beskrevs av Mcall.. Sorbus rubescens ingår i släktet oxlar, och familjen rosväxter. Inga underarter finns listade i Catalogue of Life.